# Спирлень
Спирлень, Спирлені (рум. Spârleni) — село у повіті Вилча в Румунії. Входить до складу комуни Гушоєнь.
Село розташоване на відстані 157 км на захід від Бухареста, 48 км на південний захід від Римніку-Вилчі, 49 км на північний схід від Крайови.

## Населення
За даними перепису населення 2002 року у селі проживали 586 осіб, усі — румуни. Рідною мовою 585 осіб (99,8%) назвали румунську.